# Falsolucinoma leloeuffi
Falsolucinoma leloeuffi is een tweekleppigensoort uit de familie van de Lucinidae. De wetenschappelijke naam van de soort is voor het eerst geldig gepubliceerd in 1989 door Cosel.